# Sverige, det bästa på vår jord
Sverige, det bästa på vår jord är en låt skriven av Sebastian Fronda, Mikael Clauss och Thomas Thörnholm. Låten var det vinnande bidraget till en tävling där svenskar hade möjlighet att ladda upp EM-låtar på Internet, i sökandet efter svenska landslagets kampsång inför Europamästerskapet i fotboll för herrar 2008 i Schweiz och Österrike. Tävlingen anordnades av Aftonbladet under våren 2008. Sverige de bästa på vår jord spelades in av Markoolio och släpptes den 5 maj samma år på singel. och låg 2008 även på hans album Jag är konst. 

## Listplaceringar
| Lista (2008) | Topplacering |
| ------------ | ------------ |
| Sverige      | 1            |